# Bharta Pundyadevi
Bharta Pundyadevi – gaun wikas samiti w środkowej części Nepalu w strefie Narajani w dystrykcie Makwanpur. Według nepalskiego spisu powszechnego z 2001 roku liczył on 621 gospodarstw domowych i 3719 mieszkańców (1843 kobiet i 1876 mężczyzn).